# Reissia
Reissia es un género de foraminífero bentónico de la subfamilia Ehrenbergininae, de la familia Cassidulinidae, de la superfamilia Cassidulinoidea, del suborden Buliminina y del orden Buliminida. Su especie tipo es Ehrenbergina hystrix. Su rango cronoestratigráfico abarca el Holoceno.

## Discusión
Clasificaciones previas incluían Reissia en el suborden Rotaliina del orden Rotaliida.

## Clasificación
Reissia incluye a las siguientes especies:
- Ehrenbergina serrata